# 우치야마 코우키
우치야마 코우키(일본어: 内山 昂輝 うちやま こうき[*], 1990년 8월 16일 ~ )는 일본의 성우, 배우이다. 극단 히마와리 소속. 대표작으로는 《기동전사 건담 UC(버나지 링크스)》, 《핑퐁(스마일)》, 《하이큐!!(츠키시마 케이)》 등이 있다.

## 이력
- 1993년에 극단 히마와리에 입단. tv드라마, 외화 더빙 등에 아역으로 활동하였다.
- 2011년, 제 5회 성우 어워드에서 신인남우상을 수상하였다.
- 2015년, 도쿄 애니메이션 어워드 페스티벌(TAAF) 2015에서 성우상을 수상하였다.

## 성우 활동
※굵은 글씨는 주역·주요 캐릭터

### TV 애니메이션
2007년
- 신령사냥/GHOST HOUND (단역)

2008년
- 소울 이터 (소울 이터)

2010년
- 메탈베이블레이드 폭 (잭)
- 시귀 (유우키 나츠노)
- 페어리 테일 (미드나이트)

2011년
- 너와 나 (아사바 유타)
- 메탈베이블레이드 4D (잭)
- 인피니트 스트라토스 (오리무라 이치카)
- 유희왕 ZEXAL (텐조 카이토)
- C (애니메이션) (요가 키미마로)

2012년
- 가난뱅이 신이! (츠와부키 케이타)
- 길티 크라운 (다릴 얀)
- 너와 나2 (아사바 유타)
- 메탈 파이트 베이블레이드 ZERO-G (히류인 시노부)
- 아쿠에리온 EVOL (카구라 뎀리)
- 유희왕 ZEXAL II (텐조 카이토)
- 절원의 템페스트 (타키가와 요시노)
- 츠리타마 (우사미 나츠키)
- 탐험 드리랜드 (판)
- 포켓몬스터 베스트위시 (코테츠)

2013년
- 골판지 전기 WARS (이누이 카게토라)
- 러브라보 (타나하시 유야)
- 신이 없는 일요일 (앨리스 카라)
- 인피니트 스트라토스2 (오리무라 이치카)
- 탐험 드리랜드~1000년의 진실~ (판)
- 헌터X헌터 리메이크 (메르엠)
- RDG 레드 데이터 걸 (사가라 미유키)

2014년
- 니세코이 (이치죠 라쿠)
- 노부나가 콘체르토 (오다 노부유키)
- 다이아몬드 에이스 (오오마에 타카히로)
- 듀얼 마스터즈VS (미스터 매치/키리후다 쇼부)
- 바라카몬 (키도 히로시)
- 버디 컴플렉스 (준요 디오 웨인버그)
- 소울 이터 NOT! (소울 이터)
- 아마기 브릴리언트 파크 (카니에 세야)
- 충사 속장 (타츠 #4)
- 캡틴 어스 (진)
- 핑퐁 (스마일/츠키모토 마코토)
- 하이큐!! (츠키시마 케이)

2015년
- 니세코이: (이치죠 라쿠)
- 데스 퍼레이드 (클라비스)
- 모두 모여라! 팔콤학원SC (린 슈바르처)
- 빨강머리 백설공주 (왕자역할 배우 #12)
- 육화의 용사 (골도프 아워라)
- 큐트랜스포머 돌아온 콤보이의 수수께끼 (스모크스크린)
- 하이큐!! (츠키시마 케이)
- Charlotte (오토사카 유우)
- SHOW BY ROCK!! (아이온)
- 나의 히어로 아카데미아 (시가라키 토무라)

2016년
- 무지개빛 데이즈 (나오에 츠요시)
- 마크로스 델타 (메서 이레펠트)
- 유리온 아이스 (유리 프리세츠키)

2019년
- 귀멸의 칼날 (루이)

2020년
- 하이큐!! TO THE TOP (츠키시마 케이)
- 주술회전 (이누마키 토게)

2021년
- 호리미야 (미야무라 이즈미)

### 극장 애니메이션
2011년
- 반딧불이의 숲으로 (긴)
- UN-GO episode:0 인과론 (야마가 타츠야)

2015년
- 마음이 외치고 싶어해 (사카가미 타쿠미, 달걀)
- 영화 하이☆스피드！-Free! Starting Days- (키리시마 이쿠야)
- 하이큐!! 끝과 시작(전편)/승자와 패자(후편) (츠키시마 케이)

2020년
- 귀멸의 칼날: 나타구모산 편 (루이)

2021년
- 극장판 주술회전 0 (이누마키 토게)

2024년
- 극장판 하이큐!! 쓰레기장의 결전 (츠키시마 케이)
- 데드데드 데몬즈 디디디디 디스트럭션 (코히루이마키 켄이치)

### OVA
2003년
- 애니매트릭스 (마사)

2010년
- 기동전사 건담 UC (바나지 링크스)

2011년
- 인피니트 스트라토스 앙코르 사랑에 애타는 6중주 (오리무라 이치카)

2012년
- 소년탐정 김전일 OVA (이자와 켄타로) ※20주년 기념 시리즈 3,4권 DVD부착 한정판.

2014년
- 인피니트 스트라토스 월드 퍼지편 (오리무라 이치카)

2015년
- 창세의 아쿠에리온 EVOL (카구라 뎀리)

2016년
- Under The Dog (나나세 슌이치)

### 게임
2005년
- 킹덤 하츠 II (록서스)

2007년
- 멋진 이 세계 (사쿠라바 네쿠)

2008년
- 스카이 크롤러 이노센·테이세스 (하가미)

2009년
- 건담vs건담NEXT PLUS (바나지 링크스)

2010년
- 건담무쌍3 (바나지 링크스)
- 킹덤 하츠 Birth by Sleep (벤투스)

2011년
- 파이널 판타지 TYPE-0 (린)

2012년
- 솔 트리거 (라즈)
- 왕과 마왕과 7 명의 공주들~신 임금님이야기~ (아즈루)

2013년
- 더 라스트 오브 어스 (샘)
- 영웅전설 섬의 궤적 (린 슈바르처)
- 죠죠의 기묘한 모험 All Star Battle (하시자와 이쿠로)

2014년
- 영웅전설 섬의 궤적 II (린 슈바르처)
- 제3차 슈퍼로봇대전 Z (버나지 링크스, 카구라 뎀리)
- 파이널 판타지 아기토 (린 한페르만)

2015년
- 로스트 히어로즈 2 (유니콘 건담)
- 마법사와 검은 고양이 위즈 (이츠키)
- 마이티 No. 9 (브랜디쉬)
- 세븐스 드래곤 Ⅲ
- 제노블레이드 크로스 (라이벌 타입)

2016년
- 라플라스 링크 (츠키시로 이츠키)

### 외화 더빙
※가나다 순

#### 영화
- 노웨어 보이 (폴)
- 레모니 스니켓의 위험한 대결 (클라우스 보들레르)
- 로봇 (로드니(소년기))
- 링컨 (로버트 링컨)
- 삼총사 3D (달타냥) ※tv아사히판
- 샤크 보이와 라바 걸의 모험 (샤크 보이)
- 섀도우 헌터스:뼈의 도시 (제이스 웨이랜드)
- 세컨 핸드 라이온스(월터)
- 시티 오브 맨 (Laranjinha)
- 아임 낫 스케어드 (미셸)
- 아트 오브 겟팅 바이 (조지)
- 엔더스 게임 (본조 마드리드)
- 잃어버린 세계를 찾아서 (숀 앤더슨) ※tv아사히판
- 쥬라기 월드 (잭 미첼)
- 터미네이터 4 (카일 리스)
- A.I.

#### 드라마
- 라이 투 미 (제임스)
- 미스터 로봇 (엘리엇 앤더슨)
- 상속자들 (윤찬영)
- 태왕사신기 (연호개(어린 시절))
- CSI: 과학수사대 11 (제이슨)

### 드라마 CD
- 라이어x라이어 (타카츠키 토오루) ※코믹스 4,5권 드라마CD포함 특장판.
- 벌꿀에 첫사랑 (츠즈키 토우야)
- 우소카노 (이리야 타다후미) ※코믹스 5권 드라마CD포함 특장판.
- 유가미군에게는 친구가 없다 (유가미 유지) ※코믹스 6권 드라마CD포함 스페셜 에디션.
- 천사 1/2 방정식 (스기모토 마나) ※코믹스 4,7권 초회 한정판.
- MESSIAH (카이도 에이리)
- WORKING!!(웹코믹) (아다치 마사히로) ※코믹스 3권 초회 한정특장판.

### VOMIC
- 가정교사 히트맨 REBORN! (코자토 엔마)
- 무지개빛 데이즈 (나오에 츠요시)

### 라디오
- 너와 나 방과후 랩소디
- 소울 이터 사무전 공명 방송국 소울 side
- 소울 이터 사무전 강강 방송부
- 우치야마 코우키의 1쿨!(内山昂輝の１クール！)
- 주간 사운드윙 오토와 편집부(週間 サウンドウィング 音羽 編集部)
- 유리!! on RADIO

### 라디오 드라마
- Radio Disney "ADVENTURE OF SOUNDLAND" (쇼)